# Gubernia de Elizavetpol
Gubernia de Elizavetpol (em russo:  Елизаветпольская губерния, em azerbaijano: Yelizavetpol quberniyası, em armênio: Ելիզավետպոլի նահանգ) ou Elisabethpol (em russo:  Елизаветпо́льская), foi um dos gubernias do Vice-reino do Cáucaso do Império Russo, com seu centro administrativo em Elisabethpol, atualmente denominada Ganja. Sua área era de 44.136 quilômetros quadrados, e tinha 878.415 habitantes em 1897.

## História
O gubernia foi criado em 1868 a partir de união dos gubernias de Bacu e Tiflis. A partir de 1905, houve tentativas por armênios da região de separar as áreas montanhosas (comumente conhecidas como montanhas de Carabaque) do resto do Elisabethpol. Nessas áreas, 70% da população era armênia. Embora o plano foi finalmente aprovado pelo vice-rei russo, ele nunca foi adotado. Uma outra tentativa de criar um estado independente armênio na região foi a República da Armênia Montanhosa em 1921. Hoje, o território do antigo gubernia está no oeste do Azerbaijão e áreas adjacentes da Armênia.

## Demografia
A estimativa da população de 1886 foi de 728.943, que viviam em três cidades (Elisabethpol, Nukha e Shusha) e 1.521 aldeias. 
De acordo com o censo 1897, a população total era de 878.415 habitantes. Os maiores grupos étnicos eram os azeris (na época chamados de "azeri tártaros") com 534.086 (60,8%) e os armênios com 292.188 (33,3%). 